# Flygande Jacob

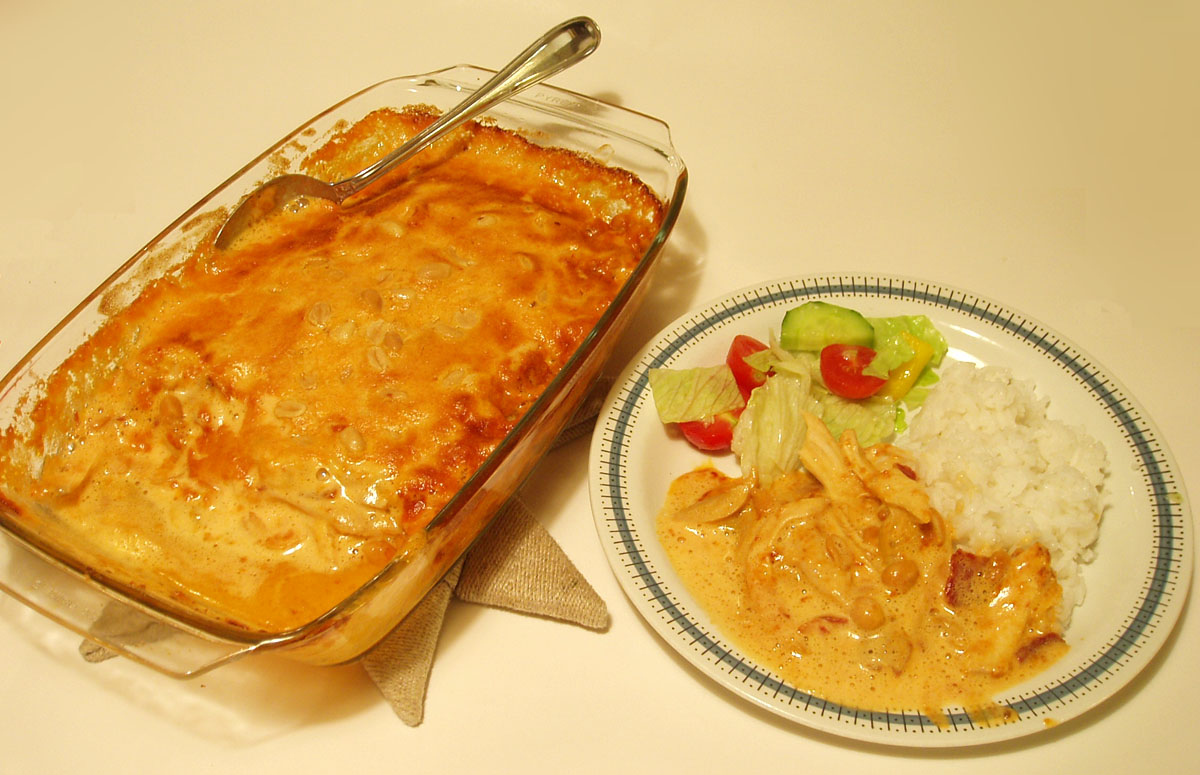
Flygande Jacob con arroz y ensalada.

El flygande Jacob (‘Jacob volante’) es una cazuela sueca a base de pollo con plátano, cacahuete y panceta, que se cocina en el horno. El plato fue inventado por Ove Jacobsson, que trabajaba en la industria de transporte aéreo (de ahí su nombre). La receta fue publicada por primera vez en Allt om mat en 1976.